# Doberschütz
Doberschütz là một đô thị trong huyện of Nordsachsen, bang tự do Sachsen, nước Đức. Đô thị Doberschütz có diện tích 79,81 km², dân số thời điểm ngày 31 tháng 12 năm 2006 là 4446 người. 